# 陳以德
陳以德（1563年—1615年），字维修，號宇庭，江西撫州府临川县人，明朝政治人物。

## 生平
萬曆十年（1582年）壬午科江西鄉試第三名舉人，二十六年（1598年）戊戌科進士。吏部觀政，授工部营缮司主事，抗璫節費，凡即署羡金，毫无所染。萬曆三十七年（1609年）晉工部郎中，本年升汀州府知府，出冤抑邹明谟十二人于大辟，道路欢传。四十一年二月升四川按察司副使，兄以调恩任庆远知府，在任时闻以德成进士，即弃官归。萬曆四十三年卒。

## 家族
曾祖陈邦瑞，累贈左都御史。祖陈道，知州贈左都御史。父陳炌，都察院左都御史。仲子。